# Arki
Arki là một thị xã và là một nagar panchayat của quận Solan thuộc bang Himachal Pradesh, Ấn Độ.

## Địa lý
Arki có vị trí 31°09′B 76°58′Đ / 31,15°B 76,97°Đ Nó có độ cao trung bình là 1045 mét (3428 feet).

## Nhân khẩu
Theo điều tra dân số năm 2001 của Ấn Độ, Arki có dân số 2877 người. Phái nam chiếm 53% tổng số dân và phái nữ chiếm 47%. Arki có tỷ lệ 78% biết đọc biết viết, cao hơn tỷ lệ trung bình toàn quốc là 59,5%: tỷ lệ cho phái nam là 81%, và tỷ lệ cho phái nữ là 74%. Tại Arki, 13% dân số nhỏ hơn 6 tuổi.